# Groß Welle
Groß Welle ist ein Ortsteil der Gemeinde Gumtow im Landkreis Prignitz in Brandenburg.

## Geographie
Der Ort liegt 12 Kilometer westlich von Gumtow und 17 Kilometer südöstlich von Perleberg. Er ist von einer offenen Agrarlandschaft umgeben und lediglich im äußersten Nordwesten und am Ostrand der Gemarkung finden sich geringe Waldanteile. Die höchsten Erhebungen sind die im Osten der Gemarkung gelegenen Wellschen Berge (79,1 m ü. NN) und der Wolfshagenberg (70,2 m ü. NN). Von diesen Höhen aus, welche am Verbindungsweg von Lindenberg nach Schrepkow liegen, fällt das Gelände nach Osten und Westen hin merklich ab.
Die hier in Nord-Süd-Richtung verlaufende Bundesstraße 107 teilt das Straßendorf in zwei Hälften. Der östliche Teil der Gemarkung reicht mit seinem südöstlichen Ende bis an die Nordseite der Bundesstraße 5 heran. Hier befindet sich ein einzelstehendes und zum Ort gehörendes Gehöft, nur 700 Meter vom westlichen Ortsrand von Kunow entfernt. Nur wenige Meter östlich von diesem Gehöft, am östlichsten Rand der Gemarkung von Groß Welle, beginnt der Lauf vom Penningsgraben, einem rechten Zufluss der Karthane.
Zum westlichsten Ortsteil der Gemeinde Gumtow gehört der einen Kilometer südöstlich gelegene Wohnplatz Welle-Kurier. Die Nachbarorte sind Hoppenrade, Garz und Lindenberg im Norden, Krams, Beckenthin und Kunow im Osten, Schrepkow, Neu Schrepkow und Kletzke im Süden, sowie Viesecke und Klein Welle im Westen.

## Geschichte
Im Jahr 1804 lebten im Dorf 218 Menschen, es verfügte über 46 Feuerstellen und war insgesamt 38 Hufe groß. Im Ort waren ein Lehnschulze, 17 Ganz- und zwei Halbbauern, sowie 19 Einlieger tätig. Es befand sich im Besitz der Familie von Haldern und lag im Pritzwalkischen Kreis in der Prignitz der Mark Brandenburg. Die hiesige Kirche war zu dieser Zeit eine Mutterkirche der Inspektion Wilsnack und der Ort war postalisch über Kletzke zu erreichen.
1818 kam der Ort zum Kreis Ostprignitz im Regierungsbezirk Potsdam in der Provinz Brandenburg. Auf einer Karte von 1926 findet sich 300 Meter südlich vom heutigen Südrand der Bebauung des Dorfes eine Holländerwindmühle. Gleichfalls in dieser Karte und innerhalb der Gemarkung, sind 1600 Meter nordwestlich und 1500 Meter westlich der Dorfkirche zwei Siedlungen verzeichnet, die dort als Abbau zu Gr. Welle eingetragen sind. Letztere verfügte über eine Bockwindmühle.
Zum 30. Juni 2002 schloss sich Groß Welle mit 15 anderen Gemeinden zur Gemeinde Gumtow zusammen. Damals lebten hier 110 Einwohner.

## Kultur und Sehenswürdigkeiten

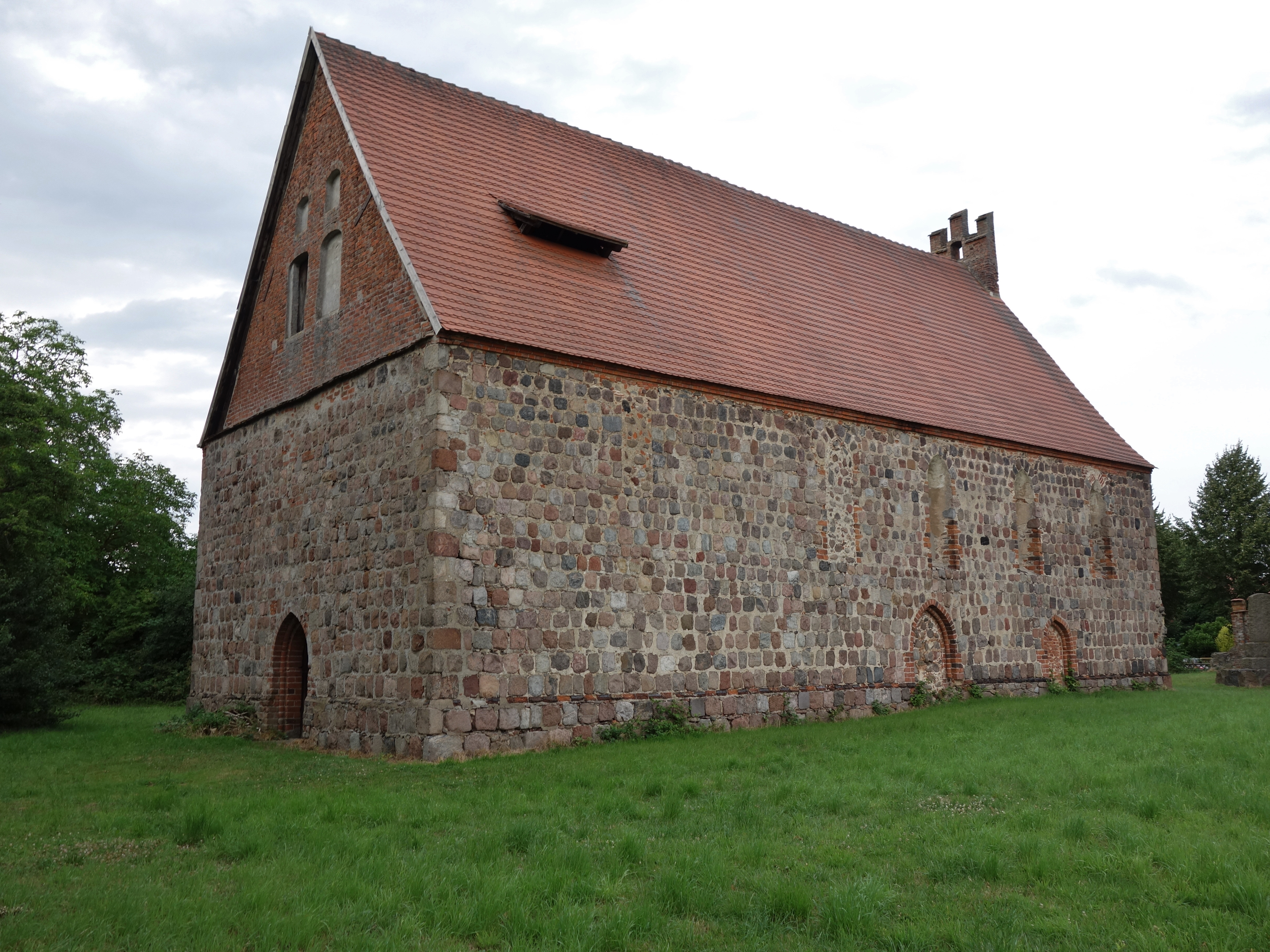
Dorfkirche

Die äußerlich schlichte, rechteckige, turmlose Dorfkirche Groß Welle aus dem 13. Jahrhundert findet sich in der Dorfmitte. Neben diesem frühgotischen Bau stehen noch drei Bauernhäuser an der Dorfstraße unter Denkmalschutz. Über die zuvor genannten Gebäude hinaus steht der Ortskern und der Bereich um die Kirche als Bodendenkmal unter Schutz.

## Wirtschaft und Infrastruktur
Auf dem östlichen Teil der Gemarkung wird ein Windpark mit 21 Turbinen und 42,6 Megawatt Nennleistung betrieben (Stand 2015).
Das Dorf verfügt über einen Friedhof. Dieser befindet sich südlich vom Verbindungsweg nach Kunow am Abzweig des Verbindungsweges nach Lindenberg.